# Genoa Cricket and Football Club 1958-1959
Questa voce raccoglie le informazioni riguardanti il Genoa Cricket and Football Club nelle competizioni ufficiali della stagione 1958-1959.

## Stagione
Nella stagione 1958-1959 il Genoa ha disputato il campionato di Serie A, un torneo a 18 squadre che ha laureato campione d'Italia il Milan con 52 punti, davanti alla Fiorentina con 49 punti, terzo l'Inter con 46 punti. Il Genoa ha ottenuto 30 punti in una zona medio bassa della classifica, sono retrocesse in Serie B con 23 punti la Triestina ed il Torino sponsorizzato Talmone. La squadra rossoblù allenata da Annibale Frossi ha avuto in Paolo Barison il miglior cecchino della stagione con 14 centri in campionato. In Coppa Italia è stata eliminata in Semifinale dalla Juventus (3-1), dopo aver superato a Busto Arsizio la Pro Patria (1-3), la Triestina (4-2), il Simmenthal Monza (2-1) ed il Bologna (2-1).

## Divise
La maglia per le partite casalinghe presentava i colori rossoblu.

## Organigramma societario
Area direttiva
- Presidente: Fausto Gadolla

Area tecnica
- Allenatore: Annibale Frossi

## Rosa
| N. |                    | Ruolo | Calciatore           |
| -- | ------------------ | ----- | -------------------- |
|    | Italia (bandiera)  | P     | Alfredo Franci       |
|    | Italia (bandiera)  | P     | Renato Gandolfi      |
|    | Italia (bandiera)  | P     | Giorgio Ghezzi       |
|    | Italia (bandiera)  | P     | Lorenzo Piccoli      |
|    | Italia (bandiera)  | D     | Bruno Baveni         |
|    | Italia (bandiera)  | D     | Fosco Becattini      |
|    | Italia (bandiera)  | D     | Maurizio Bruno       |
|    | Italia (bandiera)  | D     | Dalmazio Cuttica     |
|    | Italia (bandiera)  | D     | Franco Rivara        |
|    | Italia (bandiera)  | C     | Rino Carlini         |
|    | Italia (bandiera)  | C     | Benedetto De Angelis |
|    | Italia (bandiera)  | C     | Luciano Delfino      |
|    | Italia (bandiera)  | C     | Leonello Leoni       |
|    | Uruguay (bandiera) | C     | Roberto Leopardi     |

| N. |                      | Ruolo | Calciatore           |
| -- | -------------------- | ----- | -------------------- |
|    | Italia (bandiera)    | C     | Cesare Maccacaro     |
|    | Italia (bandiera)    | C     | Ardico Magnini       |
|    | Italia (bandiera)    | C     | Franco Nicolini      |
|    | Italia (bandiera)    | C     | Mario Pantaleoni     |
|    | Italia (bandiera)    | C     | Giancarlo Pistorello |
|    | Italia (bandiera)    | C     | Renzo Rivara         |
|    | Italia (bandiera)    | C     | Luigi Robotti        |
|    | Uruguay (bandiera)   | A     | Julio Abbadie        |
|    | Italia (bandiera)    | A     | Paolo Barison        |
|    | Argentina (bandiera) | A     | Salvador Calvanese   |
|    | Italia (bandiera)    | A     | Giorgio Dal Monte    |
|    | Italia (bandiera)    | A     | Amleto Frignani      |
|    | Italia (bandiera)    | A     | Mauro Ulivi          |

## Risultati

### Serie A

#### Girone di andata
| Arbitro: | De Marchi (Pordenone) |

|                                |           |                                         |
| Maccacaro 24’ Abbadie 25’, 76’ | Marcatori | 23’ Bertucco 56’ Novelli 68’ Di Giacomo |

| Arbitro: | Moriconi (Roma) |

|                   |           |                |
| Pascutti 25’, 70’ | Marcatori | 29’ De Angelis |

| Arbitro: | Rigato (Mestre) |

|                                           |           |                    |
| Robotti 27’ Barison 59’, 75’ Frignani 75’ | Marcatori | 19’, 57’ Angelillo |

| Arbitro: | Adami (Roma) |

|           |           |                           |
| Menti 42’ | Marcatori | 65’ Barison 78’ Maccacaro |

| Arbitro: | Carbonelli (Brescia) |

|                    |           |  |
| Barison 80’ (rig.) | Marcatori |  |

| Alessandria 26 ottobre 1958 6ª giornata | Alessandria        | 0 – 0 | Genoa | Stadio Giuseppe Moccagatta\| Arbitro: \| Angelini (Firenze) \| |
| Arbitro:                                | Angelini (Firenze) |       |       |                                                                |

| Arbitro: | Perego (Milano) |

|             |           |            |
| Magnini 49’ | Marcatori | 67’ Massei |

| Arbitro: | Marchese (Napoli) |

|                      |           |               |
| Cucchiaroni 75’, 88’ | Marcatori | 82’ Maccacaro |

| Arbitro: | Mori (Cremona) |

|              |           |  |
| Frignani 53’ | Marcatori |  |

| Arbitro: | Rebuffo (Milano) |

|                                       |           |                              |
| Zerlin 7’, 80’ Rosa 29’ Brighenti 76’ | Marcatori | 28’ Pantaleoni 89’ Maccacaro |

| Torino 7 dicembre 1958 11ª giornata | Talmone Torino   | 0 – 0 | Genoa | Stadio Filadelfia\| Arbitro: \| Jonni (Macerata) \| |
| Arbitro:                            | Jonni (Macerata) |       |       |                                                     |

| Arbitro: | Mori (Cremona) |

|                         |           |                            |
| Barison 47’, 73’ (rig.) | Marcatori | 17’ Selmosson 55’ Griffith |

| Arbitro: | Moriconi (Roma) |

|                                                                               |           |             |
| Chiappella 1’ Petris 35’ Montuori 43’, 55’ Gratton 47’ Hamrin 49’ Cervato 89’ | Marcatori | 80’ Cuttica |

| Arbitro: | Lo Bello (Siracusa) |

|  |           |                        |
|  | Marcatori | 58’ Bacci 63’ Altafini |

| Arbitro: | Rigato (Mestre) |

|                             |           |                                          |
| Burini 48’ (rig.) Tozzi 73’ | Marcatori | 11’, 52’ Leoni 35’ Dal Monte 55’ Barison |

| Arbitro: | Ferrari (Milano) |

|  |           |                        |
|  | Marcatori | 13’, 15’, 70’ Morbello |

| Arbitro: | Orlandini (Roma) |

|  |           |            |
|  | Marcatori | 28’ Sivori |

#### Girone di ritorno
| Arbitro: | Rigato (Mestre) |

|                                  |           |                          |
| Del Vecchio 24’ Bruno 65’ (aut.) | Marcatori | 19’ Frignani 43’ Barison |

| Arbitro: | Pieri (Trieste) |

|                    |           |  |
| Barison 65’ (rig.) | Marcatori |  |

| Arbitro: | De Marchi (Pordenone) |

|                                                   |           |                    |
| Firmani 4’, 87’ Angelillo 50’ (rig.) Lindskog 89’ | Marcatori | 58’ (rig.) Barison |

| Arbitro: | Bonetto (Torino) |

|  |           |                |
|  | Marcatori | 60’ Cappellaro |

| Arbitro: | Rebuffo (Milano) |

|           |           |                           |
| Conti 45’ | Marcatori | 38’ Dal Monte 69’ Barison |

| Arbitro: | Campanati (Milano) |

|             |           |            |
| Magnini 83’ | Marcatori | 77’ Oldani |

| Arbitro: | Grignani (Milano) |

|                         |           |                      |
| Massei 26’ Santelli 69’ | Marcatori | 51’ (rig.) Dal Monte |

| Genova 29 marzo 1959 25ª giornata | Genoa        | 0 – 0 | Sampdoria | Stadio Luigi Ferraris\| Arbitro: \| Butti (Como) \| |
| Arbitro:                          | Butti (Como) |       |           |                                                     |

| Arbitro: | Adami (Roma) |

|                                                 |           |  |
| Manente 59’ Bettini 68’ Pentrelli 77’ Piquè 85’ | Marcatori |  |

| Arbitro: | Perego (Milano) |

|                                 |           |               |
| Blason 42’ (aut.) Dal Monte 88’ | Marcatori | 76’ Brighenti |

| Arbitro: | Marchese (Napoli) |

|                                          |           |  |
| Pantaleoni 10’ Maccacaro 26’ Barison 61’ | Marcatori |  |

| Arbitro: | Pieri (Trieste) |

|                                                   |           |  |
| Selmosson 3’, 31’ Da Costa 38’ Selmosson 55’, 85’ | Marcatori |  |

| Genova 17 maggio 1959 30ª giornata | Genoa           | 0 – 0 | Fiorentina | Stadio Luigi Ferraris\| Arbitro: \| Rigato (Mestre) \| |
| Arbitro:                           | Rigato (Mestre) |       |            |                                                        |

| Arbitro: | Annoscia (Bari) |

|                                               |           |  |
| Occhetta 26’ Bean 60’ Altafini 61’ Danova 86’ | Marcatori |  |

| Genova 28 maggio 1959 32ª giornata | Genoa          | 0 – 0 | Lazio | Stadio Luigi Ferraris\| Arbitro: \| Righi (Milano) \| |
| Arbitro:                           | Righi (Milano) |       |       |                                                       |

| Arbitro: | Bonetto (Torino) |

|              |           |                                                                 |
| Morbello 24’ | Marcatori | 50’ Abbadie 55’ Dal Monte 63’, 84’ (rig.) Barison 72’ Maccacaro |

| Arbitro: | De Marchi (Pordenone) |

|                                     |           |                                          |
| Charles 5’, 59’, 64’ Stivanello 24’ | Marcatori | 12’ Maccacaro 42’ Pantaleoni 83’ Abbadie |

## Statistiche

### Statistiche di squadra
| Competizione | Punti | In casa | In casa | In casa | In casa | In casa | In casa | In trasferta | In trasferta | In trasferta | In trasferta | In trasferta | In trasferta | Totale | Totale | Totale | Totale | Totale | Totale | DR  |
| Competizione | Punti | G       | V       | N       | P       | Gf      | Gs      | G            | V            | N            | P            | Gf           | Gs           | G      | V      | N      | P      | Gf     | Gs     | DR  |
| ------------ | ----- | ------- | ------- | ------- | ------- | ------- | ------- | ------------ | ------------ | ------------ | ------------ | ------------ | ------------ | ------ | ------ | ------ | ------ | ------ | ------ | --- |
| Serie A      | 30    | 17      | 6       | 7       | 4       | 19      | 17      | 17           | 4            | 3            | 10           | 25           | 45           | 34     | 10     | 10     | 14     | 44     | 62     | -18 |
| Coppa Italia |       | 4       | 4       | 0       | 0       | 10      | 5       | 2            | 1            | 0            | 1            | 4            | 4            | 6      | 5      | 0      | 1      | 14     | 9      | +5  |
| Totale       |       | 21      | 10      | 7       | 4       | 29      | 22      | 19           | 5            | 3            | 11           | 29           | 49           | 40     | 15     | 10     | 15     | 58     | 71     | -13 |

### Statistiche dei giocatori
| Giocatore     | Serie A  | Serie A | Coppa Italia | Coppa Italia | Totale   | Totale |
| Giocatore     | Presenze | Reti    | Presenze     | Reti         | Presenze | Reti   |
| ------------- | -------- | ------- | ------------ | ------------ | -------- | ------ |
| J. Abbadie    | 13       | 4       | ?            | ?            | 13+      | 4+     |
| P. Barison    | 27       | 14      | ?            | ?            | 27+      | 14+    |
| F. Becattini  | 20       | 0       | ?            | ?            | 20+      | 0+     |
| M. Bruno      | 19       | 0       | ?            | ?            | 19+      | 0+     |
| R. Carlini    | 30       | 0       | ?            | ?            | 30+      | 0+     |
| D. Cuttica    | 4        | 1       | ?            | ?            | 4+       | 1+     |
| B. De Angelis | 23       | 1       | ?            | ?            | 23+      | 1+     |
| L. Delfino    | 22       | 0       | ?            | ?            | 22+      | 0+     |
| G. Dal Monte  | 17       | 5       | ?            | ?            | 17+      | 5+     |
| A. Frignani   | 24       | 3       | ?            | ?            | 24+      | 3+     |
| R. Gandolfi   | 1        | -3      | ?            | ?            | 1+       | -3+    |
| G. Ghezzi     | 32       | -55     | 2            | -3           | 34       | -58    |
| L. Leoni      | 6        | 2       | ?            | ?            | 6+       | 2+     |
| R. Leopardi   | 23       | 0       | ?            | ?            | 23+      | 0+     |
| C. Maccacaro  | 24       | 7       | ?            | ?            | 24+      | 7+     |
| A. Magnini    | 25       | 2       | ?            | ?            | 25+      | 2+     |
| F. Nicolini   | 1        | 0       | ?            | ?            | 1+       | 0+     |
| M. Pantaleoni | 33       | 3       | ?            | ?            | 33+      | 3+     |
| L. Piccoli    | 1        | -4      | ?            | ?            | 1+       | -4+    |
| F. Rivara     | 2        | 0       | ?            | ?            | 2+       | 0+     |
| L. Robotti    | 27       | 1       | ?            | ?            | 27+      | 1+     |